# Steenbok (astrologie)

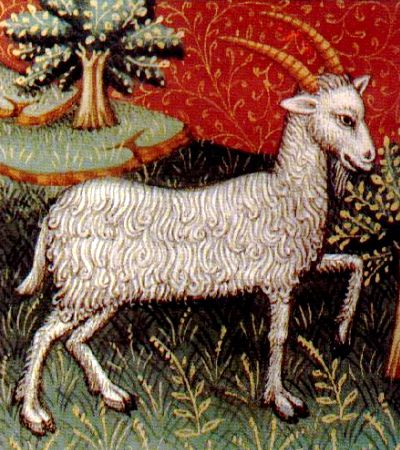
Steenbok (Capricornus)

Het astrologisch symbool voor Steenbok

Steenbok is het astrologisch teken van mensen geboren tussen ca. 22 december en ca. 20 januari. Het is het tiende teken van de dierenriem, dat oorspronkelijk verbonden was met het gelijknamige sterrenbeeld.
Steenbok bestrijkt de op de ecliptica afgemeten boog vanaf 270 graden tot 300 graden voorbij het lentepunt. Het behoort tot de hoofdtekens en wordt verder geassocieerd met het element Aarde en de vrouwelijke, negatieve tekens. De traditionele heerser van het teken is Saturnus. Volgens Claudius Ptolemaeus en zijn Tetrabiblos wordt het eerste decanaat van Steenbok (0-10°) geregeerd door Jupiter, het tweede decanaat (10-20°) door Mars en het derde (20-30°) door Zon, wat de typologie bij de gewone zonnetekenastrologie verder kan verfijnen: 36 in plaats van 12 typen persoonlijkheden.

## Toelichting bij 'zonnetekens'
Als iemand naar je 'zonneteken' of 'sterrenbeeld' vraagt, heeft dat in de astrologie betrekking op de plaats van de Zon tijdens je geboorte. De westerse astrologie gebruikt bij de duiding van gebeurtenissen twaalf 'partjes' van de baan die de zon in de loop van het jaar schijnbaar langs de hemel maakt. Die partjes zijn de zonnetekens of kortweg: de tekens, te beginnen vanaf Ram bij het lentepunt. 'Sterrenbeelden' zijn eigenlijk de astronomische constellaties aan de hemel, en die komen niet meer overeen met de twaalf sectoren die de astrologie gebruikt. Sommige auteurs van astrologierubrieken in de krant maken uitsluitend gebruik van deze zonnepositie, zoals 'Zon in Ram of 'Zon in Weegschaal' om er een horoscoop mee te maken. Deze rubrieken werken met een bijzonder gereduceerde methode en worden door de meeste astrologen niet serieus genomen.

## Mythologie
Steenbok wordt doorgaans geassocieerd met de Griekse mythe van de geit Amalthea, die de jonge Zeus van melk voorzag. Zeus zou haar later een plek in de hemel hebben gegeven als eerbetoon. Steenbok wordt ook geassocieerd met de god Saturnus en de god Aristaeus.

## Zonnetekenastrologie
De populaire of 'zonnetekenastrologie' schrijft doorgaans een aantal kenmerken toe aan mensen met Zon in Steenbok, gebaseerd op de volgende hoedanigheden van het teken Steenbok:
- aardeteken: praktisch, aards, stabiliteit, ...
- hoofdteken: leiderschap, ambitie, initiator, ...
- polariteit: negatief, introvert
- heerser is Saturnus als heerser over het tiende huis: ernst, hard werken, ambitie, ...

Dergelijke 'eigenschappen' zouden eigenlijk moeten afgewogen worden aan de rest van de horoscoop. Staan er bijvoorbeeld behalve de Zon geen planeten in Steenbok, dan zullen deze kenmerken zich -volgens de astrologische principes- niet erg manifesteren. Vandaar het gevaar en de oppervlakkigheid van popastrologie, die geen rekening houdt met andere sterke factoren uit de horoscoop.

## Compatibele tekens
De tak van de astrologie die zich bezighoudt met de grondige analyse van horoscopen van partners heet synastrie. Hierbij worden de horoscopen met allerlei technieken met elkaar vergeleken. In de zonnetekenastrologie (popastrologie) zoals hier besproken worden echter meer algemene beweringen gedaan op grond van de plaats van de Zon bij beide partners:
Het teken Steenbok wordt compatibel geacht met de andere aardetekens Stier en Maagd en verder met de tekens die op een sextielafstand (60 graden) staan: Schorpioen en Vissen. Dit is overigens geen persoonlijke aanwijzing, maar eerder een algemeen astrologisch beginsel dat wordt afgewogen in samenhang met de rest van de factoren in de horoscoop.